# Время спорта
«Время спорта» — одесская областная спортивная газета, выходившая с июня 2003 по ноябрь 2018 года. Распространялась в Одессе и Одесской области. Издавалась на русском языке.

## История
Газета была основана в июне 2003 года журналистами Михаилом Спиваковским и Юрием Усатюком, и в первом же календарном сезоне презентовала общественности целый ряд проектов, впоследствии ставших традиционными в одесском спорте. В частности, по итогам каждого года газета проводит опрос спортивных журналистов и репортёров, по результатам которого определяются лучшие спортсмены, тренеры и команды как среди профессионалов, так и среди любителей. В число лауреатов в разные годы входили известные спортсмены Юрий Чебан, Юрий Белоног, Елена Грушина, Руслан Гончаров, Василий Ломаченко, Елена Хомровая, Андрей Воронин, тренеры Семён Альтман, Евгений Николаев, Олег Сыч, Елена Соколовская, Роман Григорчук, Сергей Голотов, команды «Черноморец», «Джинестра», БК «Химик», ВК «Химик», «Портовик».
Редакция регулярно издавала справочные издания и специальные выпуски, посвящённые масштабным событиям в спортивной жизни Одесской области. Самый заметный в этом числе проект — книга «БИПА», вышедшая в 2013 году, и посвящённая истории популярного одесского баскетбольного клуба.
Ежегодно издание проводило встречи со знатоками в рамках популярной игры «Что? Где? Когда?».
Деятельность газеты регулярно поощрялась на различном уровне традиционными дипломами и благодарностями. А по итогам 2004 года издание вошло в число лауреатов всеукраинского конкурса НОК «Украина олимпийская» в номинации «Лучшая газета года».
Преодолев десятилетний рубеж выходов в свет, газета вошла в список одесских спортивных изданий долгожителей за всю историю одесской прессы.
В ноябре 2018 года, когда свет увидел последний — 664-й — номер, редакция приостановила выпуск бумажных изданий. Основными причинами этого стали финансовые затруднения и закон Украины о печатных СМИ, запрещающий полностью или частично публикацию изданий на русском языке. Деятельность редакции продолжил интернет-проект «Футбол по-одесски».

## Главные редакторы газеты в разные годы
1. 2003 — ноябрь 2004 — Михаил Аркадьевич Спиваковский, Юрий Иванович Усатюк
2. ноябрь 2004 — январь 2005 — Михаил Аркадьевич Спиваковский
3. февраль 2005 — июнь 2009 — Юрий Сергеевич Кравченко
4. июль 2009 — 2018 — Юрий Иванович Усатюк

## Победители ежегодного референдума «Времени спорта»
| СПОРТСМЕН ГОДА - 2003 Виктор Макаров (пулевая стрельба) - 2004 Юрий Белоног (лёгкая атлетика, ядро) - 2005 Елена Грушина и Руслан Гончаров (фигурное катание) - 2006 Елена Грушина и Руслан Гончаров (фигурное катание) - 2007 Василий Ломаченко (бокс) - 2008 Василий Ломаченко (бокс) - 2009 Василий Ломаченко (бокс) - 2010 Елена Хомровая (фехтование) - 2011 Андрей Воронин (футбол) - 2012 Юрий Чебан (гребля на байдарках и каноэ) - 2013 не определялся - 2014 Юрий Чебан (гребля на байдарках и каноэ) - 2015 Анастасия Тодорова (гребля на байдарках и каноэ) - 2016 Юрий Чебан (гребля на байдарках и каноэ) | ТРЕНЕР ГОДА - 2003 Семён Альтман (футбол, «Черноморец») - 2004 Юрий Кучинов (тяжёлая атлетика) - 2005 Семён Альтман (футбол, «Черноморец») - 2006 Олег Сыч (гандбол, «Портовик») - 2007 Елена Соколовская (волейбол) и Анатолий Ломаченко (бокс) - 2008 Анатолий Ломаченко (бокс) - 2009 Анатолий Ломаченко (бокс) - 2010 Елена Соколовская (волейбол, «Джинестра») - 2011 Евгений Николаев (волейбол, «Химик») - 2012 Вячеслав Сорокин (гребля на байдарках и каноэ) - 2013 Роман Григорчук (футбол, «Черноморец») - 2014 Вячеслав Сорокин (гребля на байдарках и каноэ) - 2015 Сергей Голотов (волейбол, «Химик») - 2016 Вячеслав Сорокин (гребля на байдарках и каноэ) | КОМАНДА ГОДА - 2003 ФК «Черноморец» Одесса - 2004 ВК «Джинестра» Одесса - 2005 БК «Химик» Южный - 2006 ГК «Портовик» Южный - 2007 ГК «Портовик» Южный - 2008 ВК «Джинестра» Одесса - 2009 ГК «Портовик» Южный - 2010 ВК «Джинестра» Одесса - 2011 ВК «Химик» Южный - 2012 ВК «Химик» Южный - 2013 ФК «Черноморец» Одесса - 2014 ВК «Химик» Южный - 2015 БК «Химик» Южный - 2016 ВК «Химик» Южный |

| ФУТБОЛИСТ ГОДА - 2003 Александр Косырин «Черноморец» - 2004 Александр Косырин «Черноморец» - 2005 Александр Косырин «Черноморец» - 2006 Андрей Кирлик «Черноморец» - 2007 Виталий Руденко «Черноморец» - 2008 Владимир Корытько «Черноморец» - 2009 Валентин Полтавец «Днестр» - 2010 Виталий Руденко* «Черноморец» - 2011 Сергей Политыло «Черноморец» - 2012 Лео Матос «Черноморец» - 2013 Кирилл Ковальчук «Черноморец» - 2014 не определялся - 2015 не определялся - 2016 не определялся | БАСКЕТБОЛИСТ ГОДА - 2003 Олег Юшкин МБК «Одесса» - 2004 Сергей Лищук «Химик» - 2005 Ярослав Зубрицкий МБК «Одесса» / «Химик» - 2006 Ярослав Зубрицкий «Химик» - 2007 Олег Юшкин БК «Одесса» - 2008 Уайкин Келли «Химик» - 2009 Андрей Агафонов «Химик» - 2010 Вадим Пудзырей* МБК «Одесса» - 2011 не определялся - 2012 не определялся - 2013 не определялся - 2014 не определялся - 2015 не определялся - 2016 не определялся | ОТКРЫТИЕ ГОДА - 2003 Виктория Кутузова (теннис) - 2004 Физкультурно-спортивный комплекс «Олимп» Южный - 2005 БК «Домоград» Одесса - 2006 Василий Ломаченко (бокс) - 2007 МФК «Маррион» Одесса - 2008 Виктор Гришко — главный тренер «Черноморца» - 2009 Олег Харитонов (гребля на байдарках и каноэ) - 2010 Карина Станкова (вольная борьба) - 2011 Новый стадион «Черноморец» - 2012 Иван Бобко (футбол, «Черноморец») - 2013 не определялось - 2014 не определялось - 2015 Одесский Инфо-Центр «Пари-Матч» - 2016 не определялось |

| ЛЮБИТЕЛЬСКАЯ КОМАНДА ГОДА - 2003 «Реал» Одесса - 2004 «Глория» Одесса - 2005 «Иван» Одесса - 2006 «Глория» Одесса - 2007 «Бастион» Черноморск - 2008 «Глория» Одесса - 2009 «Глория» Одесса - 2010 «Глория» Одесса - 2011 «Чёрное море» Одесса - 2012 «Совиньон» Таирово - 2013 «Чёрное море» Одесса - 2014 «Чёрное море» Одесса - 2015 «Балканы» Заря - 2016 «МКВ» Одесса | ФУТЗАЛЬНАЯ КОМАНДА ГОДА - 2003 «Море» Ильичёвск - 2004 «Атлетик» Одесса - 2005 «Иван» Одесса - 2006 «Чёрное море» Одесса - 2007 «Маррион» Одесса - 2008 «Ильичёвец» Ильичёвск - 2009 «Элефант» Одесса - 2010 МФК «Одесса» - 2011 «Чёрное море» Одесса - 2012 «Чёрное море» Одесса - 2013 «Чёрное море» Одесса - 2014 «Чёрное море» Одесса - 2015 «Чёрное море» Одесса - 2016 «Чёрное море» Одесса | ВЕТЕРАНСКАЯ КОМАНДА ГОДА - 2003 «Ришелье» Одесса - 2004 «Ришелье» Одесса - 2005 «Ришелье» Одесса - 2006 «Чёрное море» Одесса - 2007 «Ришелье» Одесса - 2008 «Ришелье» Одесса - 2009 «Чёрное море» Одесса - 2010 «Ришелье» Одесса - 2011 «Чёрное море» Одесса - 2012 «Ришелье» Одесса - 2013 «Чёрное море» Одесса - 2014 «Чёрное море» Одесса - 2015 «Чёрное море» Одесса - 2016 «Чёрное море» Одесса |

- Примечание. В 2010 году в номинациях «Футболист года» и «Баскетболист года» определялись лучшие игроки по итогам первого десятилетия XXI века.

## Символические клубы, учреждённые газетой «Время спорта»
- Клуб бомбардиров 50 Владимира Плоскины. Открыт 25 мая 1986 года, а официально учреждён в рамках первого заседания клуба в №28 (66) от 6 июля 2004 года (материал Юрия Усатюка «Косырина ждут великие»). Членами клуба автоматически становятся игроки, забившие за одесский «Черноморец» 50 и более голов в официальных соревнованиях (еврокубковые турниры, высшие дивизионы чемпионатов СССР и Украины, Кубки СССР и Украины, Кубок Федерации футбола СССР, Суперкубок Украины). Члены Клуба: Владимир Плоскина (№1), Тимерлан Гусейнов (№2), Александр Косырин (№3)[9].
- VIP-клуб бомбардиров 50 Андрея Воронина. Открыт 15 августа 2007 года, официально учреждён в рамках первого заседания клуба в №31 (257) от 21 августа 2007 года (материал Юрия Усатюка «Хищник»). Членами клуба автоматически становятся воспитанники одесского футбола, забившие 50 и более голов в высших дивизионах ведущих европейских чемпионатов и национальных Кубков (Англии, Франции, Германии, Испании, Италии), еврокубковых турнирах, а также официальных и товарищеских матчах за национальные сборные стран, в которых они представляют клубы «большой европейской пятёрки». Члены Клуба: Андрей Воронин (№1).
- Клуб бомбардиров 100 Василия Москаленко. Открыт 21 сентября 1962 года, официально учреждён в №3 (565) от 4 февраля 2014 года (материал Юрия Усатюка «Клуб 100 одесских бомбардиров»), а первое заседание клуба прошло в №5 (567) от 18 февраля 2014 года (материал Юрия Усатюка «Один лауреат и ни одного кандидата»). Членами клуба автоматически становятся игроки, забившие 100 и более голов за команды-мастеров Одесской области в официальных соревнованиях (еврокубковые турниры, все без ограничений дивизионы чемпионатов СССР и Украины, Кубки СССР и Украины, Кубок Федерации футбола СССР, Суперкубок Украины). Члены Клуба: Василий Москаленко (№1).
- Клуб бомбардиров 100 Кирилла Красия. Открыт 7 мая 2004 года, а официально учреждён в №2 (624) от 1 марта 2016 года (развёрнутое интервью Кирилла Красия). Членами клуба автоматически становятся футзалисты, преодолевшие отметку в сто забитых за одесские команды мячей в первой лиге Украины. Члены Клуба: Кирилл Красий (№1).
- Клуб бомбардиров 100+100 Кирилла Красия. Открыт 7 мая 2004 года, а официально учреждён в №2 (624) от 1 марта 2016 года (развёрнутое интервью Кирилла Красия). Членами клуба автоматически становятся одесские футзалисты, забившие по сто мячей и в высшей, и в первой лигах чемпионата страны. Члены Клуба: Кирилл Красий (№1).
- Клуб бомбардиров 100 Богдана Смишко. Открыт 20 марта 2000 года. Членами клуба автоматически становятся игроки, забившие 100 и более голов в чемпионате Одессы по футзалу. Члены Клуба: Богдан Смишко (№1), Богдан Марталога (№2), Иван Бабаев (№3), Тарас Фомук (№4), Артур Ляхов (№5), Геннадий Мирошниченко (№6), Кирилл Красий (№7), Анатолий Коломийчук (№8), Сергей Захаренко (№9), Евгений Ерёменко (№10), Евгений Побережный (№11), Сергей Макаренко (№12), Алексей Коренков (№13), Александр Станкевич (№14), Юрий Степанов (№15), Юрий Лоскутов (№16).
- Клуб бомбардиров 100 Михаила Захаренко[10]. Открыт 3 апреля 2005 года. Членами клуба автоматически становятся игроки, забившие 100 и более голов в официальных соревнованиях взрослых команд, проводимых под эгидой Ассоциации мини-футбола Одесской области (чемпионат и Кубок области, Лига чемпионов области, Кубок Вызова, международные турниры «Белая акация» и «Кубок Водяна»). Члены Клуба: Михаил Захаренко (№1), Олег Белый (№2), Евгений Букарасев (№3), Александр Погорелов (№4), Максим Коптев (№5), Денис Зейналов (№6), Денис Щербатюк (№7), Игорь Кифер (№8), Руслан Корженко (№9), Александр Евтодий (№10).
- Клуб бомбардиров 100 Александра Матвеева. Открыт 31 января 2015 года. Членами клуба автоматически становятся игроки, забившие 100 и более голов в официальных ветеранских соревнованиях, проводимых под эгидой Ассоциации мини-футбола Одесской области (первенство области памяти Анатолия Колдакова, чемпионат области памяти Виктора Дукова, Кубок памяти Николая Березского, Суперкубок области). Члены Клуба: Александр Матвеев (№1).

## Книги
- Чилиби П. Х. / «Футбол и жизнь в мою пользу». — Одесса.: ТЭС, 2006. – 137,(5) с. + ил.
- Усатюк Ю. И. / «Fortes Fortuna Adiuvat» (Судьба помогает смелым). — Одесса.: ВМВ, 2009. — 176 с.: ил.
- Ефимов В.Е. «Чемпион, которого не ждали». — Одесса: ВМВ, 2011. — 304 с.
- Спиваковский М. А., Усатюк Ю. И., Кравченко Ю. В. / «БИПА». — Одесса.: ВМВ, 2012. — 480 с. + 48 с. ил.
- Спиваковский М. А., Усатюк Ю. И., Кравченко Ю. В. / «БИПА» («BIPA» — Изд. 2-е, доп.) — Одесса.: ПЛАСКЕ, 2013. — 502,(48) с. : фот., табл.
- Ефимов В. Е. / «Юрий Чебан. Восхождение на Олимп». — Одесса: ВМВ, 2013. — 144 с.
- Усатюк Ю. И. «Футбол. Одесса-1997» (восстановленное издание). — Одесса: Плутон, 2014. — 255 с.
- Ефимов В.Е., Усатюк Ю.И. Гандбол у Чёрного моря. — Одесса: ТакиБук, 2017. — 412 с., ISBN 978-617-7424-65-8